# Qarqar
Qarqar o Karkar fou una ciutat de Síria, al regne d'Hamath, a la riba de l'Orontes, associada generalment al jaciment arqueològic de Tell Qarqur, a la vora de l'Orontes, excavada des de 1993 per un equip americà. Les excavacions han descobert restes de diferents períodes de la ciutat inclòs el temps de la batalla de Qarqar (853 aC) i unes impressionants muralles defensives de la ciutat a l'edat del ferro. La batalla de Qarqar (o Karkar) fou el fet més important de la ciutat, i es va lliurar el 854 aC o més probablement el 853 aC quan l'exèrcit d'Assyria, dirigit pel rei Salmanassar III, es va enfrontar a un exèrcit de "dotze reis" aliats prop de la ciutat; dirigia als aliats sirians Ben Hadad II de Damasc anomenat Adad-idr o Hadadezer, i els segons en comandament eren Irhuleni d'Hamath i Acab, rei d'Israel, tot i que la participació d'Acab es qüestionada per alguns experts per un error de traducció. Aquesta batalla és notable per haver tingut un nombre més gran de combatents que qualsevol batalla prèvia, i per ser el primer moment en què algunes poblacions entren a la història escrita com els àrabs). El monòlit de Kurkh que descriu la batalla cita per primer cop als aribi.